# پنلوپه ۲۰۱
سیارک ۲۰۱ (به انگلیسی: 201 Penelope) دویست و یکمین سیارک کشف شده‌است که در ۷ اوت ۱۸۷۹ کشف شد.
قدر مطلق سیارک برابر ۸٫۴۳ است.